# Kreisgericht Worbis (Preußen)
Das Kreisgericht Worbis war ein preußisches Kreisgericht in der damaligen preußischen Provinz Sachsen mit Sitz in Worbis.

## Geschichte

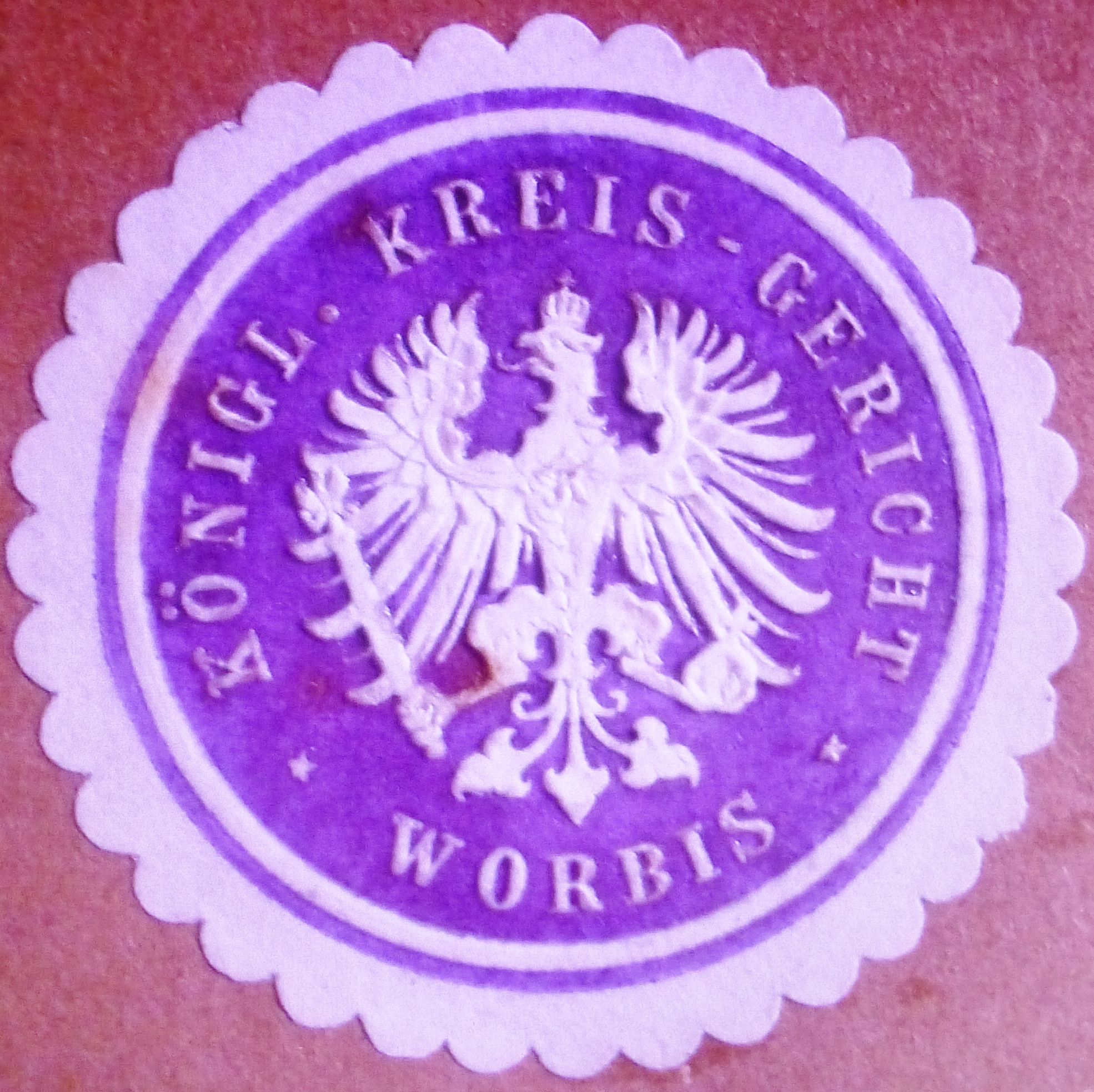
Siegelmarke des Königl. Kreisgerichtes Worbis

Im Jahre 1849 wurden in Preußen einheitlich Kreisgerichte geschaffen. Hierbei wurde die Patrimonialgerichtsbarkeit abgeschafft und die Patrimonialgerichte aufgehoben. Diese und die staatlichen Gerichte wurden aufgehoben und es entstand das Königliche Kreisgericht Worbis. Es umfasste den größten Teil des Kreises Worbis. Zuständiges Appellationsgericht war das Appellationsgericht Halberstadt. Eine Gerichtskommission, also Zweigstelle des Gerichtes, wurde in Großbodungen eingerichtet. Am Gericht waren 1870 ein Direktor und acht Kreisrichter eingesetzt. Die Zahl der Gerichtseingesessenen betrug 39.249. Schwurgerichtssachen des Kreisgerichtes wurde nicht hier, sondern beim Kreisgericht Heiligenstadt verhandelt.
Im Rahmen der Reichsjustizgesetze wurde das Gerichtswesen in Deutschland 1879 vereinheitlicht. Damit wurden das Kreisgericht Quedlinburg aufgehoben und das königlich preußische Amtsgericht Worbis mit Wirkung zum 1. Oktober 1879 als eines von acht Amtsgerichten im Bezirk des Landgerichtes Halberstadt als Nachfolger gebildet. Auch die Gerichtskommission wurden 1879 in das Amtsgericht Dingelstädt umgewandelt.

## Gerichtssprengel
Dem Kreisgericht Worbis waren folgende Gemeinden zugeordnet: Stadt Worbis und die Dörfer Berlingerode, Bernterode, Beuren mit Kloster Beuren, Birkungen mit Scharfenstein, Reifenstein, Beinrode und Beisenburg, Bleckenrode, Bösekendorf, Brehme und Sonnenstein, Breitenbach, Breitenholz, Breitenworbis, Deuna, Ecklingerode, Ferna, Gernrode, Gerterode, Haynrode, Hausen, Holungen, Hundehagen mit Freiheit, Jützenbach mit Fuhrbach und Wehnder-Hütte, Kallmerode, Kaltohmfeld, Kirchohmfeld mit Adelsdorn, Kirchworbis, Kleinbartloff mit Oberorschel, Leinefelde, Lüderode, Neuendorf, Niederorschel, Rüdigershagen, Tastungen, Teistungen, Teistungenburg, Vollenborn, Wehnde mit Wildungen, Weißenborn mit Gerode, Wintzingerode mit Schloss Bodenstein und Hüppstedt.

## Gerichtskommission Großbodungen
Der Sprengel der Gerichtskommission Großbodungen umfasste Bischofferode, Kraja, Epschenrode, Großbodungen, Hauröden, Neustadt, Wallrode, Bockelnhagen mit Weilrode, Sickerode und Zwinge.